# Loi gaïenne
 (mars 2024).
Améliorez-le ou discutez des points à vérifier. 
Les lois gaïennes ou lois de la Nature seraient l'ensemble des contraintes hypothétiques permettant de préserver la stabilité de la biosphère ou de l'écosphère, selon la théorie controversée de Gaïa. 
Pour que le système biosphérique conserve sa stabilité, il est nécessaire que tous les êtres vivants et toutes les communautés formées par ces êtres vivants, respectent une véritable hiérarchie de lois. 
Non absolues, ces lois peuvent être violées, au prix de la déstabilisation, de la dégradation, voire de la mort du système.